# فیلیپ فولتز

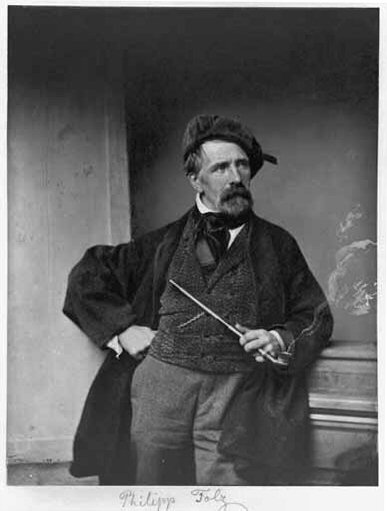
فیلیپ فولتز عکس توسط فرانتس هانفستائنگل

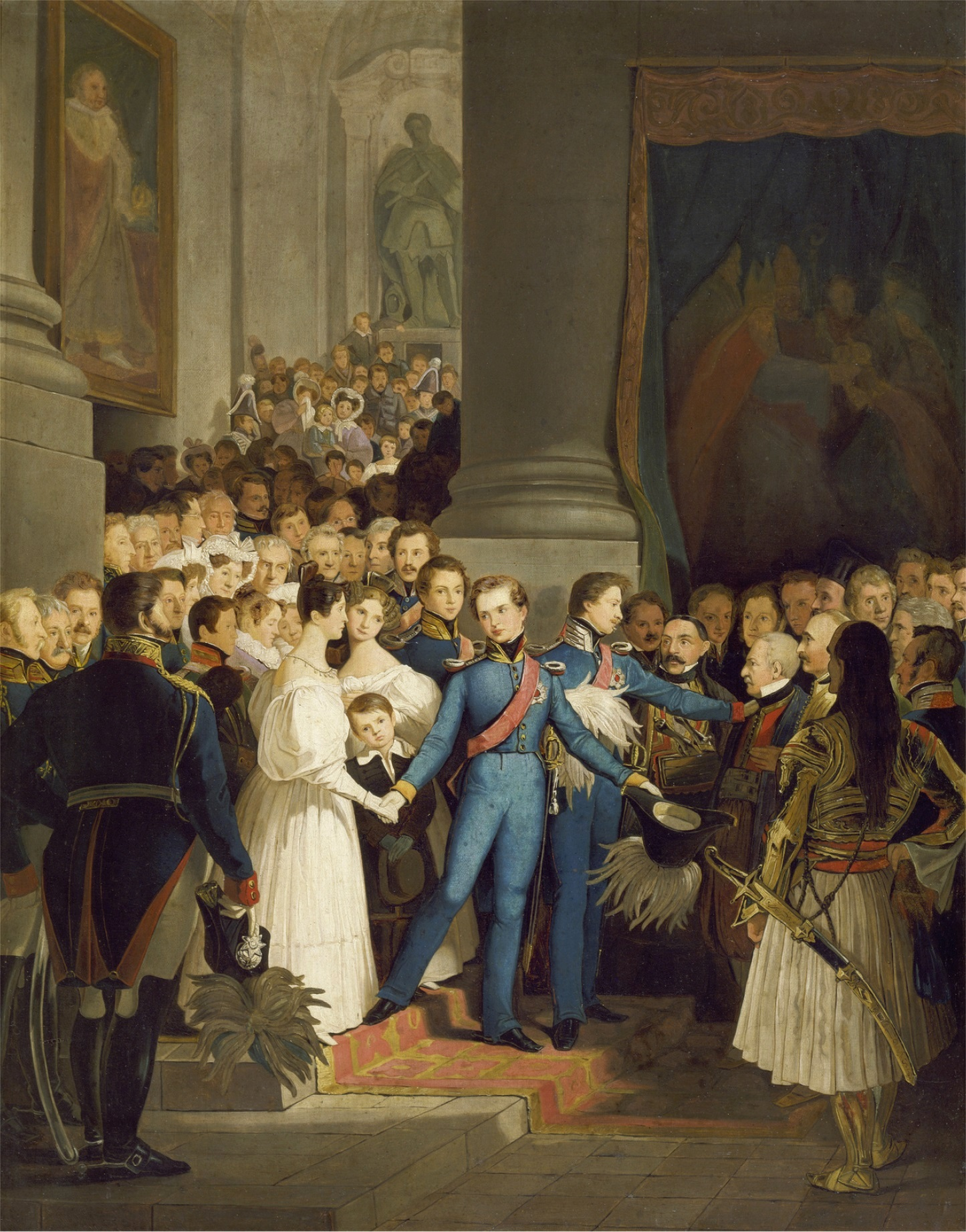
خداحافظی پادشاه اوتو

فیلیپ فون فولتز (۱۱ مه ۱۸۰۵–۵ اوت ۱۸۷۷) نقاش تاریخی آلمانی بود.

## زندگی‌نامه
او در بینگن آن در راین متولد شد. پدرش، لودویگ، نقاش بود و اولین درس‌های هنر را به او آموخت. فولتز در سال ۱۸۲۵ به شهر مونیخ رفت و آنجا در آکادمی هنرهای زیبا پذیرفته و نزد پیتر فون کورنلیوس به تحصیل پرداخت. او به زودی اجازه یافت که کونلیوس را در خلق نقاشی‌های دیواری خود در گلیپتوتک و هوفگارتن همراهی کند.
بعد از مدتی، فولتز به ویلهلم لیندنشیمیت بزرگ در خلق نقاشی‌های دیواری بر اساس اشعار فردریش شیلر که در کاخ سلطنتی جدید انجام می‌شد، کمک فراوانی کرد. در همین ایام بود که او شروع به خلق یک سری نقاشی‌های رنگ روغن در موضوعات تاریخی نمود که به خصوص در این مورد می‌توان به نقاشی خداحافظی پادشاه اتو در هنگام رفتن به یونان اشاره کرد.
در سال ۱۸۳۵، فولتز جهت انجام مطالعاتی به رم سفر کرد و در آنجا بود که نقاشی ماندگار "Des Sängers Fluch" (نفرین خواننده) را بر اساس شعری از لودویگ اولاند طراحی کرد. پس از بازگشت، توسط پادشاه ماکسیمیلیان باواریا دوم، به عنوان استاد آکادمی منصوب شد. به پاس این افتخار، فیلتز دو اثر نقاشی عظیم خلق نموده و به ماکسیمیلیان پیشکش کرد.
بین سالهای ۱۸۶۵تا ۱۸۷۵، او به عنوان مسئول گالری سلطنتی خدمت می‌کرد، اما به دلیل استفاده اشتباه از مواد شیمیایی که توسط ماکس فون پتنکوفر توسعه یافته بود، در فرایند بازسازی آثار هنری و همچنین رنگ آمیزی بیش از حد برخی نقاشی‌ها، به شدت مورد انتقاد قرار گرفت. علی‌رغم این اتفاقات، او در سال ۱۸۶۹ به درجه اشراف عالی‌رتبه ارتقا یافت.
نقاشی‌های او در گذشته به شدت به موضوع تاریخ می‌پرداختند، اما اکنون به صورت نظری و دانشگاهی مورد توجه قرار گرفته‌است.
فولتز در سال ۱۸۷۷ در مونیخ درگذشت.